# História do alfabeto fonético internacional

O último gráfico do Alfabeto Fonético Internacional, revisado em 2020

O alfabeto fonético internacional foi criado logo após a fundação da Associação Fonética Internacional no final do século XIX. Ele foi concebido como um sistema internacional de transcrição fonética para línguas orais, originalmente para fins pedagógicos. A Associação foi fundada em Paris em 1886 por professores de língua francesa e britânica liderados por Paul Passy. O protótipo do alfabeto apareceu na Phonetic Teachers' Association (1888b). A Associação baseou seu alfabeto no alfabeto rômico de Henry Sweet, que por sua vez foi baseado no alfabeto fonotípico de Isaac Pitman e o paleótipo de Alexander John Ellis.
O alfabeto passou por várias revisões ao longo de sua história, sendo a mais significativa a apresentada na Convenção de Kiel em 1989. Mudanças no alfabeto são propostas e discutidas no órgão da Associação, Journal of the International Phonetic Association, anteriormente conhecido como Le Maître Phonétique e antes disso como The Phonetic Teacher, e depois colocado em votação pelo Conselho da Associação.
As extensões do AFI para distúrbios da fala foram criadas em 1990, com sua primeira grande revisão aprovada em 2016.

## Alfabetos antigos
A Associação Fonética Internacional foi fundada em Paris em 1886 sob o nome de Dhi Fonètik Tîtcerz' Asóciécon (Associação dos Professores Fonéticos), um desenvolvimento da L'Association phonétique des professeurs d'Anglais ("Associação Fonética dos Professores de Inglês"), para promover um alfabeto fonético internacional, projetado principalmente para inglês, francês e alemão, para uso nas escolas para facilitar a aquisição da pronúncia estrangeira.
Originalmente as letras tinham valores fonéticos diferentes de língua para língua. Por exemplo, o inglês [ʃ] foi transcrito com ⟨c⟩ e o francês [ʃ] com ⟨x⟩.

## Alfabeto de 1888
Na edição de agosto-setembro de 1888 de sua revista, a Phonetic Teachers' Association publicou um alfabeto padronizado destinado à transcrição de vários idiomas, refletindo o consenso de seus membros de que apenas um conjunto de alfabeto deveria ser usado para todos os idiomas, junto com com um conjunto de seis princípios:

1. Deve haver um sinal separado para cada som distinto; isto é, para cada som que, sendo usado em vez de outro, na mesma língua, pode alterar o significado de uma palavra.
2. Quando algum som for encontrado em vários idiomas, o mesmo sinal deve ser usado em todos. Isso também se aplica a tons de som muito semelhantes.
3. O alfabeto deve consistir, tanto quanto possível, nas letras comuns do alfabeto romano; o menor número possível de letras novas.
4. Ao atribuir valores às letras romanas, o uso internacional deve decidir.
5. As novas letras devem ser sugestivas dos sons que representam, por sua semelhança com as antigas.
6. Marcas diacríticas devem ser evitadas, sendo difíceis para os olhos e difíceis de escrever.

Os princípios governariam todo o desenvolvimento futuro do alfabeto, com exceção do n.º 5 e, em alguns casos, o n.º 2, até que foram revisados drasticamente em 1989. O n.º 6 também foi afrouxado, pois os diacríticos foram admitidos para fins limitados.
No novo alfabeto, as letras marcadas com um asterisco eram "formas provisórias", que deveriam ser substituídas "quando as circunstâncias permitirem".